# Santiago Choápam
Santiago Choápam är en ort i Mexiko.   Den ligger i kommunen Santiago Choápam och delstaten Oaxaca, i den sydöstra delen av landet, 400 km sydost om huvudstaden Mexico City. Santiago Choápam ligger 911 meter över havet och antalet invånare är 1 099.
Terrängen runt Santiago Choápam är bergig västerut, men österut är den kuperad. Terrängen runt Santiago Choápam sluttar österut. Runt Santiago Choápam är det glesbefolkat, med 12 invånare per kvadratkilometer. Närmaste större samhälle är La Candelaria, 15,9 km söder om Santiago Choápam. I omgivningarna runt Santiago Choápam växer i huvudsak städsegrön lövskog.